# 马塞利诺·梅嫩德斯·佩拉约
马塞利诺·梅嫩德斯·佩拉约（西班牙語：Marcelino Menéndez y Pelayo，西班牙語發音：[maɾθeˈlino meˈnendeθ i peˈlaʝo]；1856年11月3日—1912年5月19日）是西班牙学者、历史学家、文学評論家。知名于对观念史、西班牙语言文学的研究，同时也是一位杰出的诗人、文学翻译家和哲学家。曾经五次获得诺贝尔文学奖提名。
主要著作有：《西班牙异教史》（三卷）、《西班牙美学思想史》（五卷）、《批判哲学的研究》、《维加的戏剧研究》（六卷）等。

## 生平
生于桑坦德。曾在巴塞罗那、巴利亚多利德和马德里求学。1878至1898年任马德里大学西班牙文学讲师，并任国立图书馆馆长。

## 荣誉
- 西班牙皇家语言学院院士（1881-1912）
- 西班牙皇家历史学院院士（1883-1912）
- 西班牙皇家道德与政治科学院院士 （1891-1912）
- 皇家聖費爾南多美術學院院士（1901-1912）

## 纪念

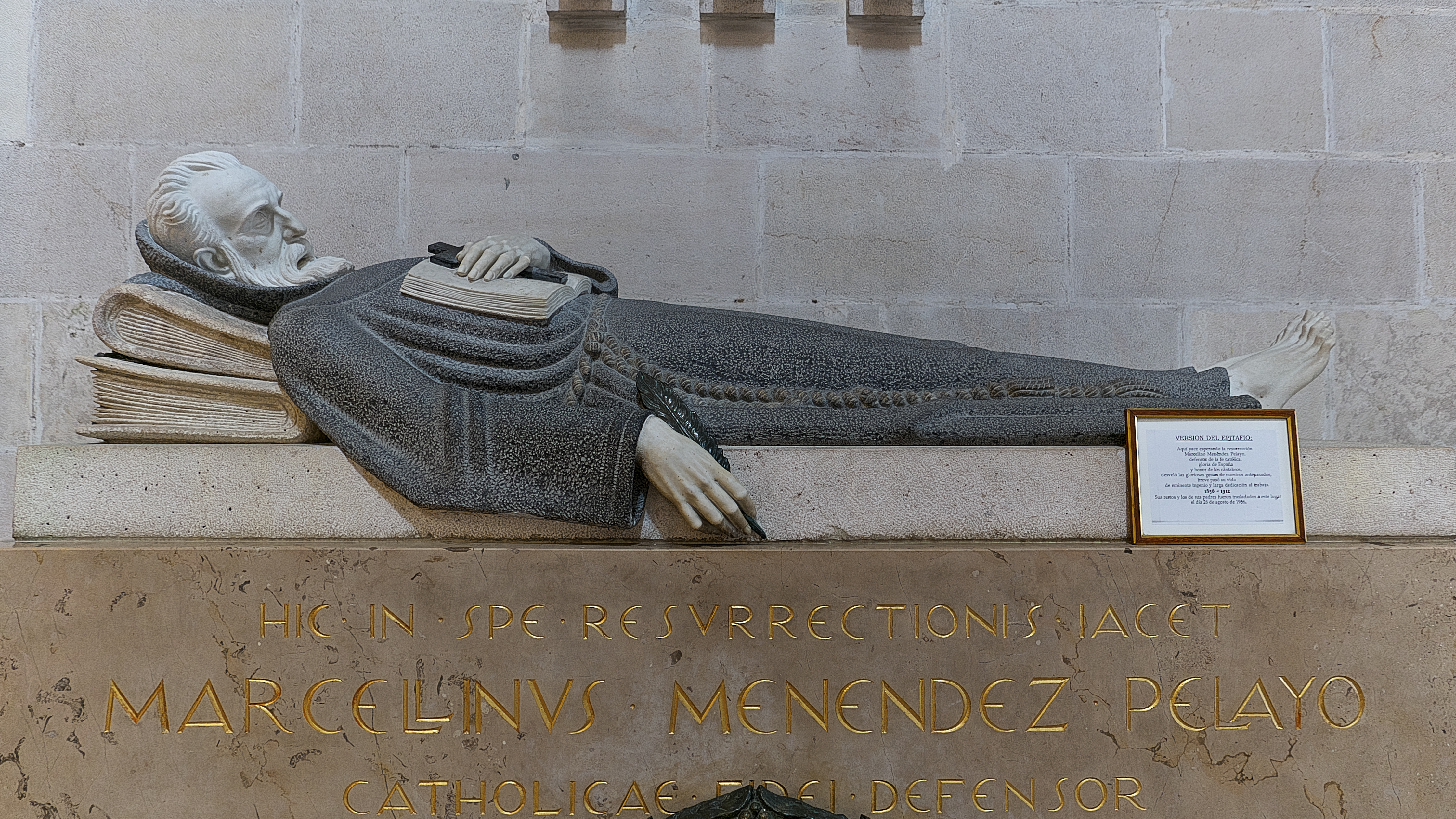
桑坦德主教座堂

- 梅嫩德斯·佩拉约国际大学
- 梅嫩德斯·佩拉约国际奖